# Пригорхоз
Пригорхо́з (каз. Пригорхоз) — село у складі району Біржан-сала Акмолинської області Казахстану. Входить до складу Степняцької міської адміністрації.
Населення — 92 особи (2021; 145 у 2009, 261 у 1999, 323 у 1989).
Національний склад станом на 1989 рік:
- казахи — 45 %;
- росіяни — 34 %.